# Tinamus
Tinamus je rod ptica iz porodice tinamuovki. Ima pet vrsta. Ove ptice žive uglavnom u Južnoj Americi. Velike su 32-46 cm. Glava im je mala u odnosu na tijelo. Obično su sivkaste ili bež boje. Hrane se kukcima, ličinkama i raznim biljkama. Noću spavaju na tlu.